# Tabanus herbertensis
Tabanus herbertensis är en tvåvingeart som beskrevs av M. Josephine Mackerras 1964. Tabanus herbertensis ingår i släktet Tabanus och familjen bromsar. Inga underarter finns listade i Catalogue of Life.